# اولودوز
اولودوز (ترکی آذربایجانی: Uludüz) یک منطقهٔ مسکونی در جمهوری آرتساخ است که در استان کاشاتاق واقع شده‌است.